# Коринское ущелье
Коринское ущелье — ущелье в горах Джунгарского Алатау, расположено в Ескельдинском районе Алматинской области Казахстана, в 130 км от города Талдыкорган. Коринское ущелье тянется от города Текели практически до границы с Китаем. Длина ущелья 90 км. Глубина достигает одного километра.
В ущелье протекает река Кора, которая в слиянии рек Чажа и Текелинка образуют реку Каратал. В ущелье реки Кора находится самый высокий водопад Центральной Азии — водопад Бурхан-Булак.
У входа в Коринское ущелье лежит огромный валун, который называют «аулие тас», что в переводе с казахского означает «святой камень». К камню приезжают паломники и туристы для того, чтобы провести обряды и жертвоприношения. У входа в ущелье со стороны города Текели лежит ещё один валун с высеченным изображением Будды. В нижней части камня изображено мифологическое животное.
Коринское ущелье не исследовано до конца. Работы по более глубокому изучению ущелья будут проводиться в рамках программы по развитию туристской отрасли в Республике Казахстан.